# Momaea
Momaea es un género de escarabajos  de la familia Chrysomelidae. En 1865 Baly describió el género. Contiene las siguientes especies:
- Momaea costatipennis Jacoby, 1894
- Momaea distincta Mohamedsaid, 1999
- Momaea eximia (Blackburn, 1896)
- Momaea flavomarginata Jacoby, 1886
- Momaea gracilis Duvivier, 1884
- Momaea rugipennis (Jacoby, 1893)
- Momaea viridipennis (Baly, 1865)